# Sire Records
Sire Records es una compañía discográfica estadounidense, en sus comienzos era independiente, pero en la actualidad es propiedad de Warner Music Group y se distribuye a través de Warner Records. Y los mundiales

## Historia

### Comienzos
La discográfica fue fundada en 1966 como Sire Productions por Seymour Stein y Richard Gotteher. Sus primeros lanzamientos como etiqueta de registro fueron publicados en 1968, distribuidos por London Records. La etiqueta fue distribuida por Polydor Records de 1970 a 1971, tiempo durante el cual fue introducido el ahora famoso logo, de 1972 a 1974 fue distribuida por Famous Music.

### Adquisición por Warner Bros
A finales de los 70, Sire se transformó en una discográfica grande e independiente y atrajo artistas del punk, rock y del new wave, incluyendo: The Ramones, The Dead Boys, The Pretenders, Talking Heads y Hot Hot Heat. Después de un breve período de distribución por ABC, Sire fue adquirido por Warner Bros. Records en 1978. Durante los años 1980, Sire logra obtener el manejo de las carreras de Depeche Mode, de Madonna y de Ice T, que firmaron con Sire en 1981, 1982 y 1986 respectivamente. En los años 1990, la discográfica alcanzó una notoriedad más comercial, manejando artistas como: Seal, k.d. lang, Tommy Page y Alanis Morissette.